# Sukumo
Sukumo (japanska: 宿毛市?, Sukumo-shi) är en stad i västra delen av Kōchi prefektur i Japan. Staden fick stadsrättigheter 1954.

## Galleri

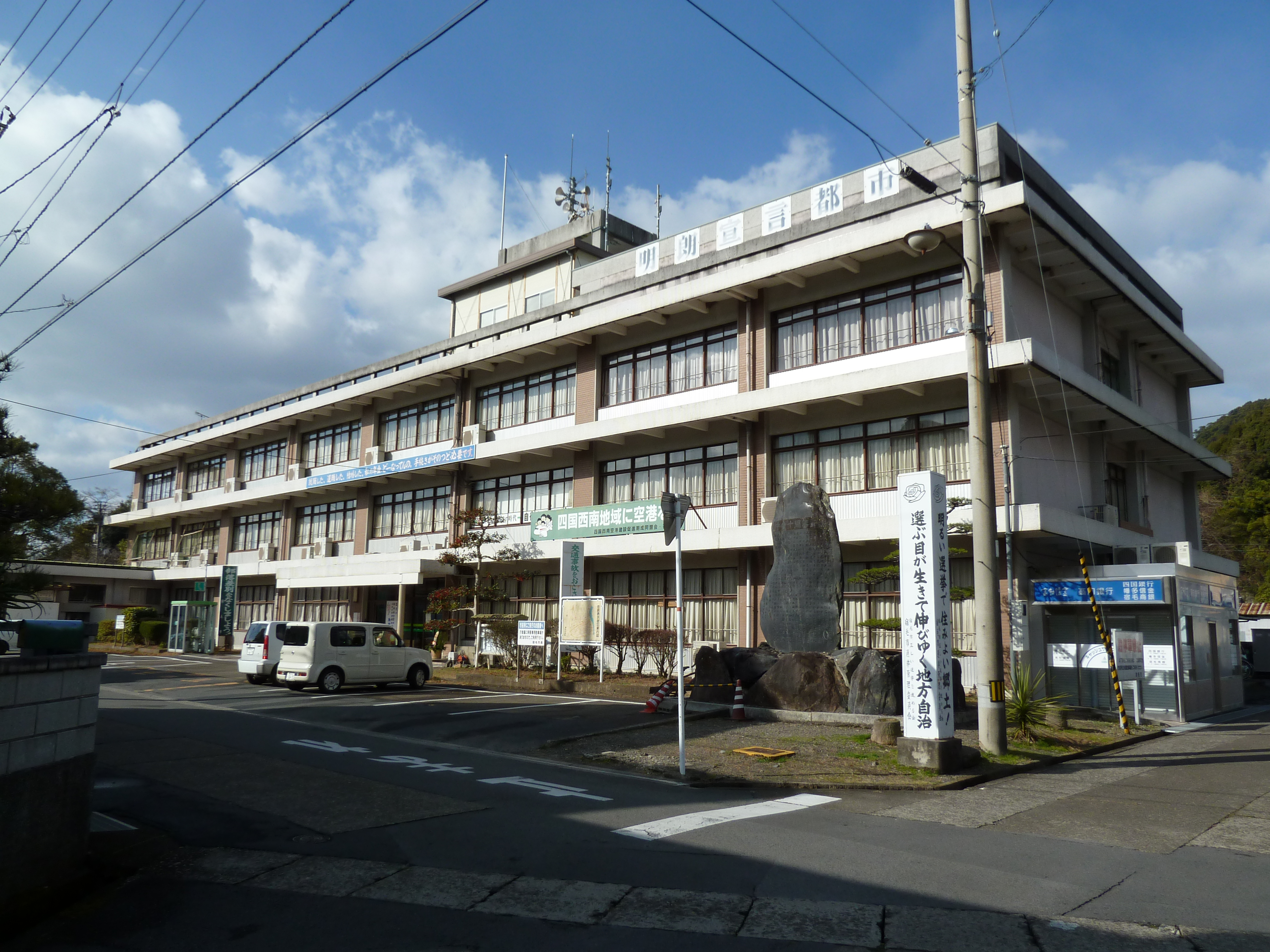
Stadshuset
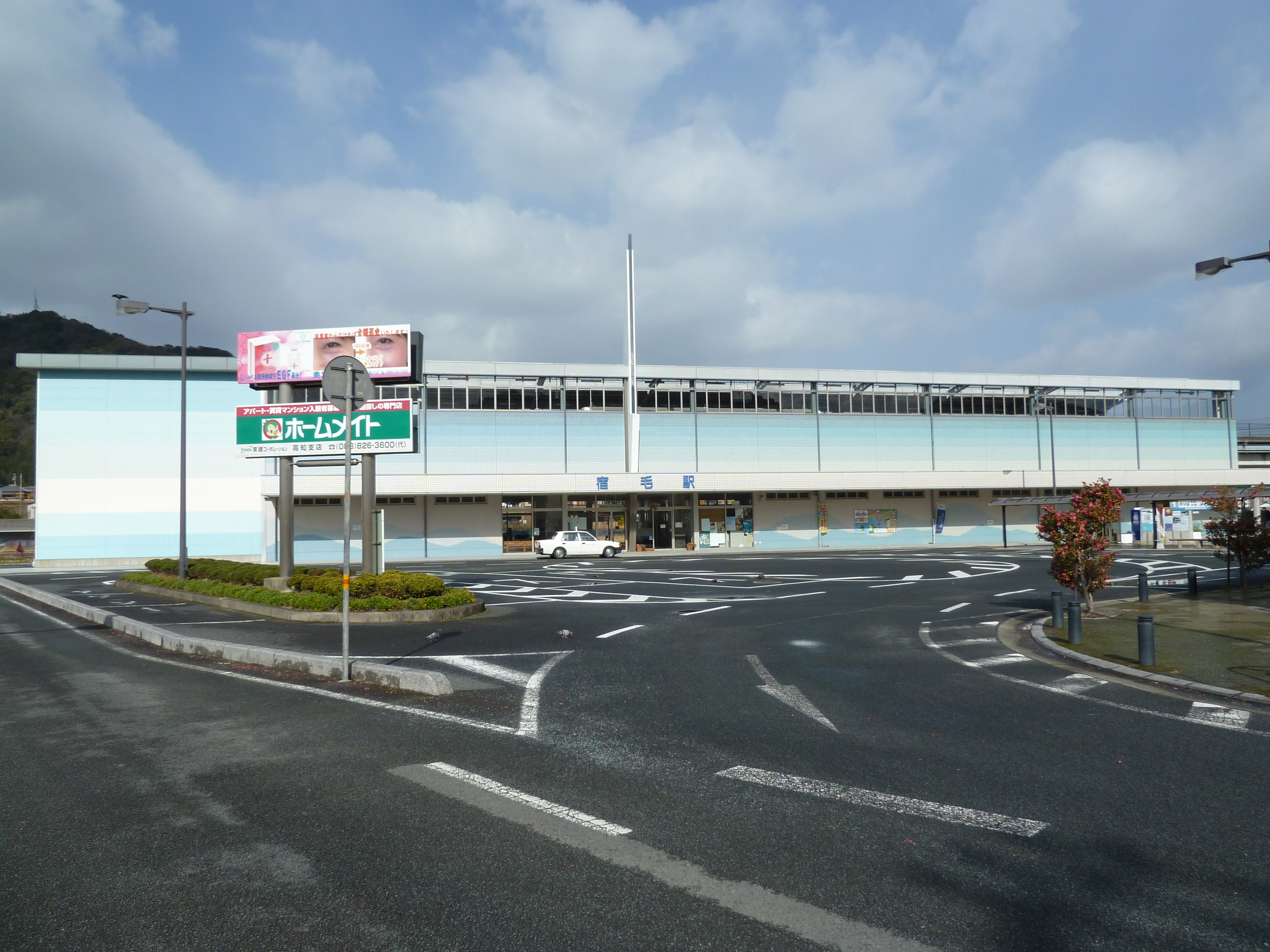
Sukumo station
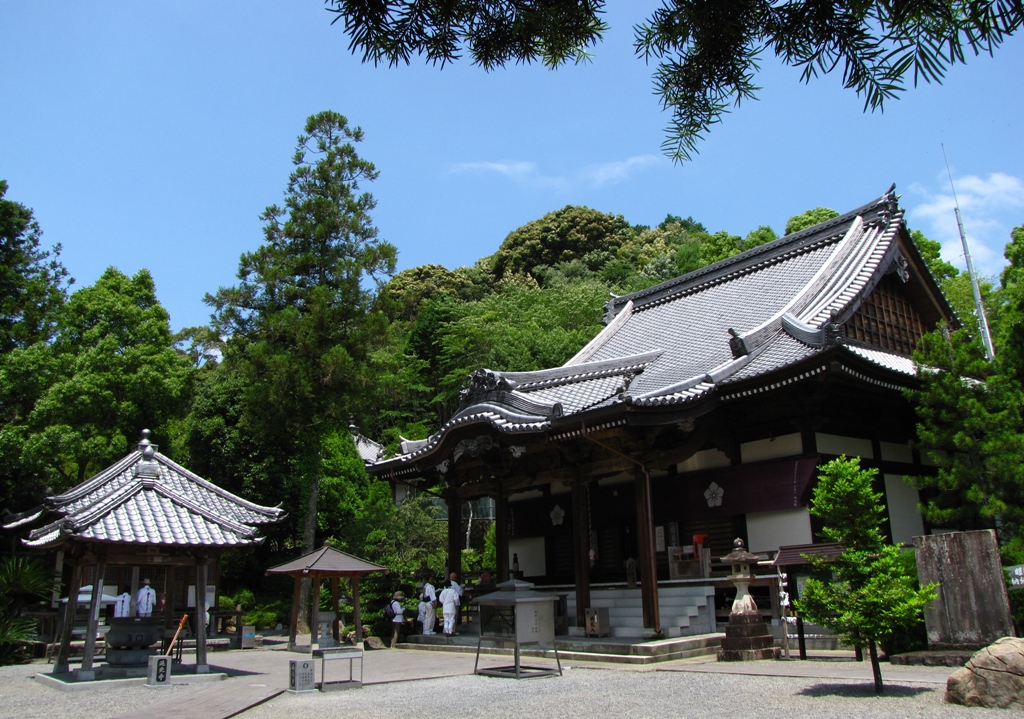
Enkō-ji tempel